# Rafał Habielski
Rafał Artur Habielski (ur. 5 czerwca 1957 w Warszawie) – profesor nauk humanistycznych, prasoznawca, historyk o specjalności historia najnowsza, historia prasy polskiej. Członek Polskiej Akademii Umiejętności (Komisja do Badań Diaspory Polskiej).

## Życiorys

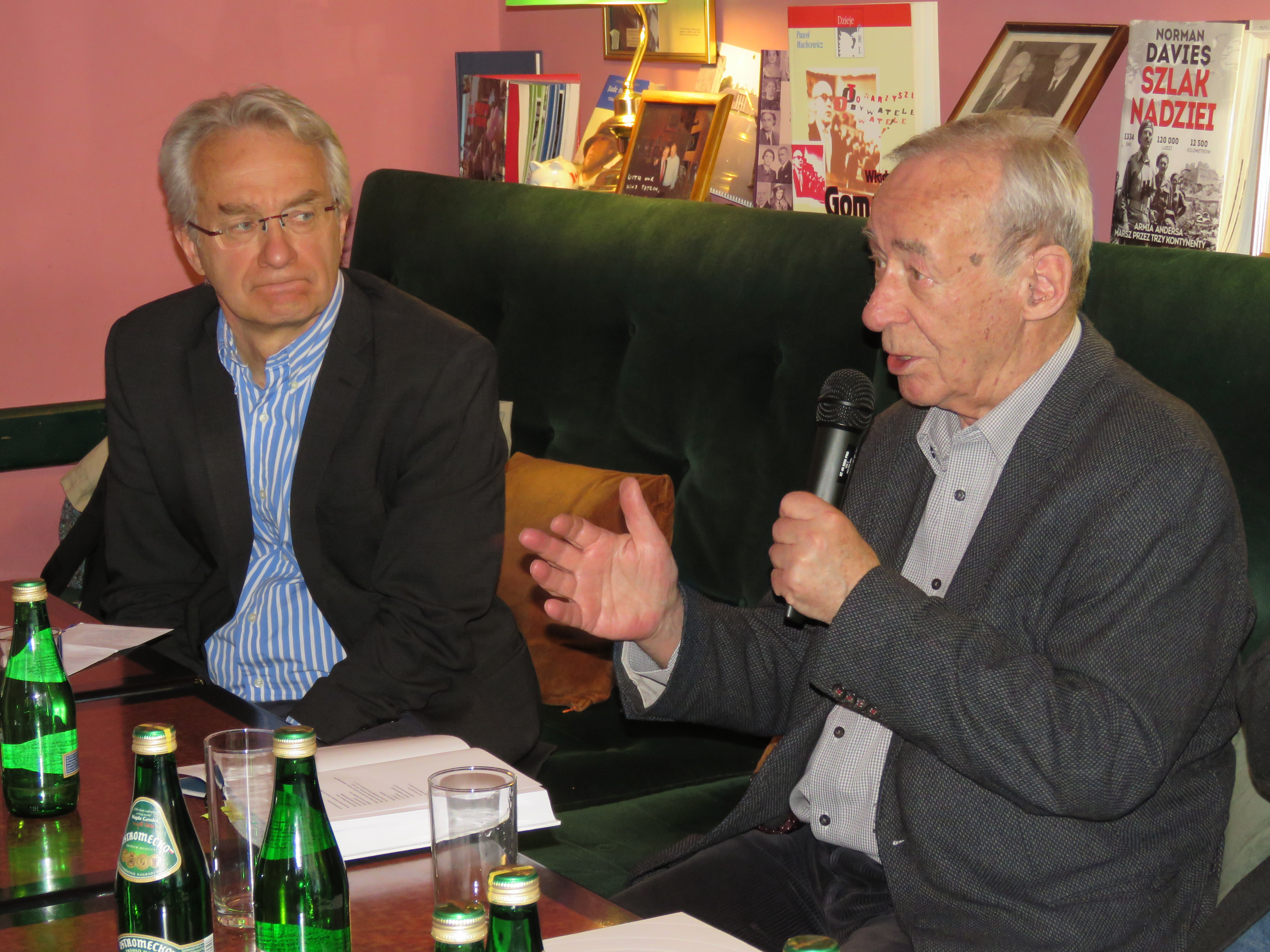
Rafał Habielski i Andrzej Paczkowski - Stowarzyszenie Pracowników, Współpracowników i Przyjaciół Rozgłośni Polskiej Radia Wolna Europa Imienia Jana Nowaka-Jeziorańskiego, Warszawa, 25 kwietnia 2019

Studia historyczne ukończył na Uniwersytecie Warszawskim w 1982, broniąc pracę Wizje Polski w prasie polskiej emigracji politycznej w Wielkiej Brytanii 1945–1956 napisaną pod kierunkiem Jerzego Myślińskiego. Przewód doktorski przeprowadził w 1988 (W kręgu „Wiadomości” 1940–1981. Emigracyjne horyzonty i dylematy), a habilitacyjny w 2001 (Życie społeczne i kulturalne emigracji). 
Pracownik Instytutu Badań Literackich PAN, Instytutu Dziennikarstwa UW, Warszawskiej Wyższej Szkoły Humanistycznej im. Bolesława Prusa w Warszawie i prorektor Wyższej Szkoły Komunikowania i Mediów Społecznych im. Jerzego Giedroycia w Warszawie. Prowadzi również wykłady w Uniwersytecie Kardynała Stefana Wyszyńskiego w Warszawie z historii Polski XX wieku i historii prasy. Specjalizuje się w dziejach polskiej emigracji po drugiej wojnie światowej. W 2011 otrzymał tytuł naukowy profesora.
W 2001 otrzymał Nagrodę im. Jerzego Giedroycia za książkę Życie społeczne i kulturalne emigracji.
Członek Rady Programowej Stowarzyszenia Pracowników, Współpracowników i Przyjaciół Rozgłośni Polskiej Radia Wolna Europa Imienia Jana Nowaka-Jeziorańskiego w Warszawie.
Ojciec dwóch synów – Jana i Adama. Mieszka w Warszawie, na Ursynowie.

## Publikacje
- Niezłomni, nieprzejednani: emigracyjne „Wiadomości” i ich krąg 1940–1981 (Państwowy Instytut Wydawniczy 1991, ISBN 83-06-02063-4)
- Emigracja (Wydawnictwa Szkolne i Pedagogiczne 1995, ISBN 83-02-05976-5)
- Między niewolą a wolnością: kronika czterech pokoleń 1900–1997 (wespół z Januszem Osicą; Ludowa Spółdzielnia Wydawnicza 1998, ISBN 83-205-4528-5)
- Życie społeczne i kulturalne emigracji (Biblioteka „Więzi” 1999, ISBN 83-88032-02-X
- Prasa w czasie II wojny światowej, [w:] Prasa, radio i telewizja w Polsce. Zarys dziejów (praca zbiorowa; Wyd. Elipsa 1999)
- Polski Londyn (Wydawnictwo Dolnośląskie 2000, ISBN 83-7023-779-7; seria: „A to Polska właśnie”)
- Dokąd nam iść wypada? Jerzy Giedroyc od „Buntu Młodych” do „Kultury” (Towarzystwo "Więź" 2006, ISBN 83-60356-19-X)
- Zamiary. Przestrogi. Nadzieje. Wybór publicystyki „Bunt Młodych” – „Polityka” 1931–1939 (wespół z Jerzym Jaruzelskim; Wydawnictwo UMCS 2008, ISBN 978-83-227-2681-5)
- Jan Nowak-Jeziorański. Kurier Armii Krajowej. Redaktor Radia Wolna Europa. Polityk (wespół z Pawłem Machcewiczem; Wydawnictwo Kolegium Europy Wschodniej 2011, ISBN 978-83-61617-79-2)
- Rozgłośnia Polska Radia Wolna Europa w latach 1950–1975 (wespół z Pawłem Machcewiczem; Wydawnictwo Ossolineum 2018, ISBN 978-83-65588-72-2)